# Dunakeszi
Dunakeszi is een plaats (város) en gemeente in het Hongaarse comitaat Pest. De stad heeft 42 467 inwoners op 1-1-2016.

## Galerij

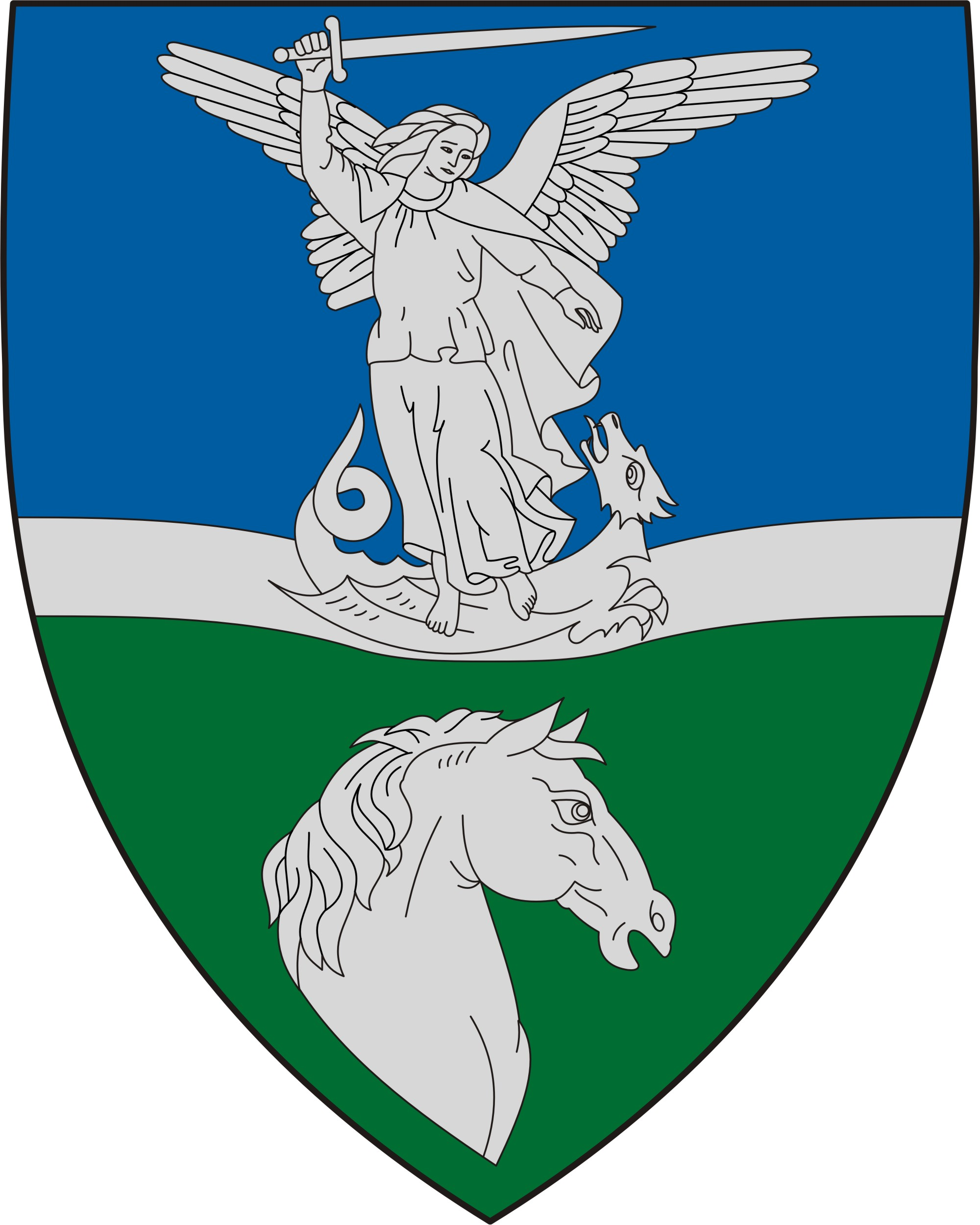
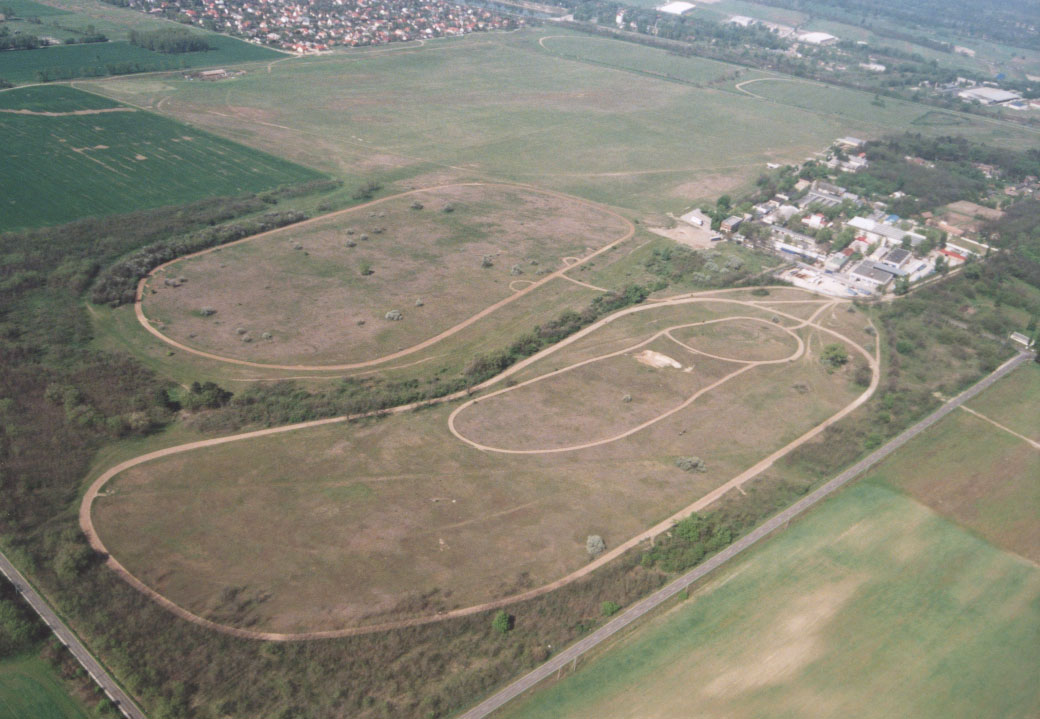
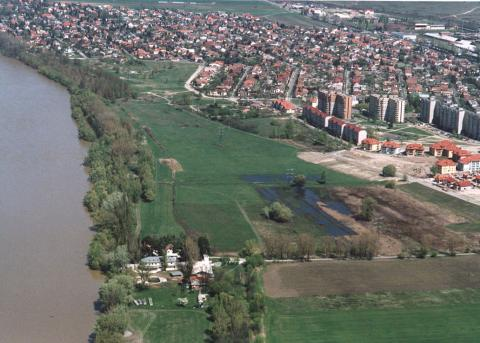
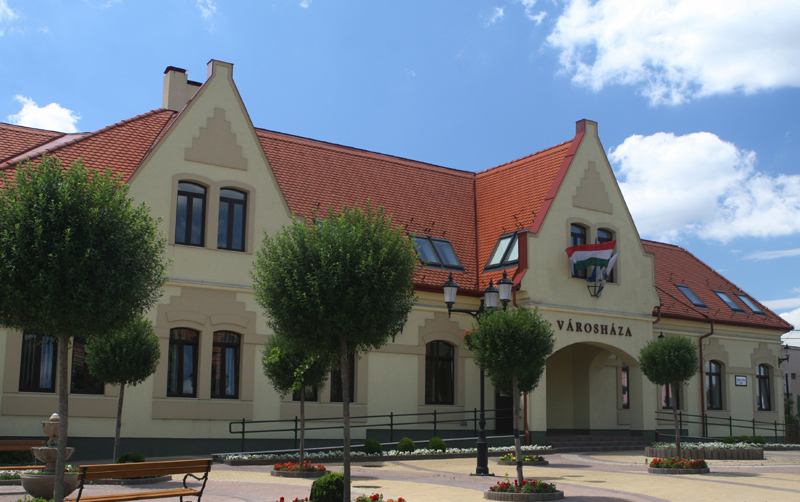
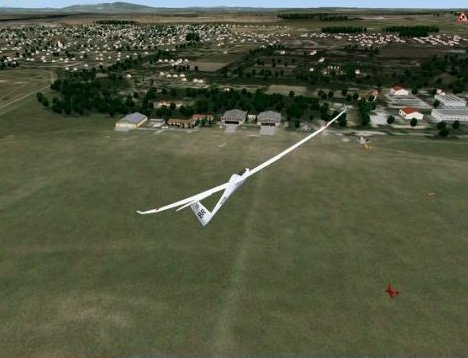